# International Conference on Environmental Systems
Die International Conference on Environmental Systems (kurz ICES; vor 1990: Intersociety Conference on Environmental Systems) ist eine jährlich stattfindende Konferenz, die sich mit Themen der bemannten Raumfahrt beschäftigt. Die Konferenz wurde 1971 das erste Mal durchgeführt. Bis ins Jahr 2010 wurde die Konferenz von der Society of Automotive Engineers (SAE) organisiert, seit 2010 hat das American Institute of Aeronautics and Astronautics (AIAA) die Rolle des Veranstalters übernommen.

## Wesen
Die Konferenz wird von einem steuernden und fünf thematischen Komitees organisiert. Die thematischen Komitees sind:
- ICES Thermal and Environmental Control System (TECS) Committee
- ICES International Committee (IIC)
- ECLSS and ISRU Committee (EIC)
- ICES Crew Systems Technical Committee (ICS)
- American Institute of Aeronautics and Astronautics Life Science and Systems (AIAA-LS&S) Technical Committee

An diesen Komitees orientiert sich die Spanne der bei der Konferenz besprochenen Themen.
Beispielsweise wurden auf der Konferenz im Jahr 2010 nachfolgende Themen besprochen:
- Advanced Life Support
- Astrobiologie
- Weltraumarchitektur
- Menschliche Faktoren der Raumfahrt
- ECLS Technology Development
- Außenbordeinsätze im Weltraum
- Exploration Missions
- Life Sciences
- Planetenschutz
- Spacecraft ECLSS
- Simulationssoftware, Modellierung und Analyse
- Temperaturprobleme in Luft- und Raumfahrt[3]

## Veranstaltungsorte seit 1990
| 1990 bis 1999 | 1990 bis 1999                | 2000 bis 2009 | 2000 bis 2009         | 2010 bis 2019 | 2010 bis 2019      | 2020 bis 2029 | 2020 bis 2029       |
| Jahr          | Veranstaltungsort            | Jahr          | Veranstaltungsort     | Jahr          | Veranstaltungsort  |               |                     |
| ------------- | ---------------------------- | ------------- | --------------------- | ------------- | ------------------ | ------------- | ------------------- |
| 1990          | Williamsburg, USA            | 2000          | Toulouse, Frankreich  | 2010          | Barcelona, Spanien | 2020          | Verschoben auf 2021 |
| 1991          | San Francisco, USA           | 2001          | Orlando, USA          | 2011          | Portland, USA      | 2021          | virtuell            |
| 1992          | Seattle, USA                 | 2002          | San Antonio, USA      | 2012          | San Diego, USA     | 2022          | Saint Paul, USA     |
| 1993          | Colorado Springs, USA        | 2003          | Vancouver, Kanada     | 2013          | Vail, USA          | 2023          | Calgary, Kanada     |
| 1994          | Friedrichshafen, Deutschland | 2004          | Colorado Springs, USA | 2014          | Tucson, USA        | 2024          | Louisville, USA     |
| 1995          | San Diego, USA               | 2005          | Rom, Italien          | 2015          | Bellevue, USA      | 2025          | Prag, Tschechien    |
| 1996          | Monterey, USA                | 2006          | Norfolk, USA          | 2016          | Wien, Österreich   |               |                     |
| 1997          | Lake Tahoe, USA              | 2007          | Chicago, USA          | 2017          | Charleston, USA    |               |                     |
| 1998          | Danvers, USA                 | 2008          | San Francisco, USA    | 2018          | Albuquerque, USA   |               |                     |
| 1999          | Denver, USA                  | 2009          | Savannah, USA         | 2019          | Boston, USA        |               |                     |